# Аді Шамір
Аді Шамір (івр. עדי שמיר; англ. Adi Shamir; нар. 6 липня 1952)  — ізраїльський вчений-теоретик в галузі криптографії, лауреат премії Тюрінга. Найбільш відомий як співавтор системи шифрування RSA (англ. Rivest — Shamir — Adleman), разом з Рональдом Рівестом та Леонардом Адлеманом, а також завдяки створенню диференціального криптоаналізу.

## Біографія
Аді Шамір народився, виріс та закінчив середню школу в Тель-Авіві, Ізраїль. Вивчав математику в Тель-Авівському університеті та 1973 року перейшов до інституту імені Вейцмана, де захистив докторську дисертацію (на тему Нерухомі точки рекурсивних визначень) у 1977 році.
Дав назву одному із способів зловживання доведення з нульовим пізнанням: Обман, виконаний мафією.

## Наукові роботи
- Ronald L. Rivest, Adi Shamir and Len Adleman. A method for obtaining digital signatures and public-key cryptosystems (PDF). — Communications of the ACM, .
- Adi Shamir. How to share a secret (PDF). — Communications of the ACM, . Архівовано з джерела 9 серпня 2017.
- Adi Shamir. Identity-based cryptosystems and signature schemes (PDF). — Advances in cryptology, Springer, . Архівовано з джерела 12 серпня 2017.

### Підручники
- Biham, Eli; Shamir, Adi (1993). Differential cryptanalysis of the data encryption standard. Springer-Verlag. ISBN 978-0387979304.